# Unités urbaines dans la Haute-Loire
Les unités urbaines dans la Haute-Loire sont des agglomérations urbaines françaises situées dans le département de la Haute-Loire, en région Auvergne-Rhône-Alpes.
Elles sont définies principalement sur le critère de la continuité du bâti par l’Institut national de la statistique et des études économiques (Insee). Plus précisément, l'unité urbaine correspond à une commune ou un ensemble de communes dont plus de la moitié de la population réside dans une zone agglomérée de plus de 2 000 habitants dans laquelle aucune habitation n'est séparée de la plus proche de plus de 200 mètres.
En 2010, la Haute-Loire comprend 12 unités urbaines, dont 2 interdépartementales.
En 2020, le nombre des unités urbaines est inchangé. L'unité urbaine de Saint-Étienne compte une commune de moins et celle de Brioude, une de plus.

## Liste des unités urbaines
Le tableau ci-dessous présente la liste des 10 unités urbaines intra-départementales (classées selon la population en 2022) et 2 inter-départementales, dans le département :
| Rang | Code Insee | Unité urbaine         | Communes | Aire d'attraction | Superficie (km²) | Population (2022) | Densité (hab/km²) |
| ---- | ---------- | --------------------- | -------- | ----------------- | ---------------- | ----------------- | ----------------- |
| 1    | 43401      | Le Puy-en-Velay       | 9        | Le Puy-en-Velay   | 72,5             | 38 435            | 530               |
| 2    | 43301      | Monistrol-sur-Loire   | 2        | Saint-Étienne     | 95,0             | 13 505            | 142               |
| 3    | 43203      | Sainte-Sigolène       | 2        | Sainte-Sigolène   | 57,8             | 8 384             | 145               |
| 4    | 43202      | Brioude               | 3        | Brioude           | 31,9             | 7 998             | 251               |
| 5    | 43201      | Yssingeaux            | 1        | Yssingeaux        | 80,6             | 7 380             | 92                |
| 6    | 43105      | Saint-Didier-en-Velay | 2        | Saint-Étienne     | 33,4             | 4 973             | 149               |
| 7    | 43104      | Saint-Just-Malmont    | 1        | Saint-Étienne     | 23,3             | 4 220             | 181               |
| 8    | 43103      | Langeac               | 2        | Langeac           | 50,3             | 3 841             | 76                |
| 9    | 43102      | Tence                 | 1        | -                 | 52,1             | 3 148             | 60                |
| 10   | 43101      | Dunières              | 1        | -                 | 34,8             | 2 623             | 75                |
|      |            |                       |          |                   |                  |                   |                   |
|      | 00753      | Saint-Étienne         | 32       | Saint-Étienne     | 414              | 375 797           | 908               |
|      | 00351      | Brassac-les-Mines     | 6        | Brassac-les-Mines | 51,9             | 10 663            | 205               |